# 389
Évszázadok: 3. század – 4. század – 5. század
Évtizedek: 330-as évek – 340-es évek – 350-es évek – 360-as évek – 370-es évek – 380-as évek – 390-es évek – 400-as évek – 410-es évek – 420-as évek – 430-as évek
Évek: 384 – 385 – 386 – 387 –  388 – 389 – 390 – 391 – 392 – 393 – 394

## Események

### Római Birodalom
- Flavius Timasiust és Flavius Promotust választják consulnak.
- Theodosius császár diadalmenetet tart Rómában Magnus Maximus legyőzéséért. Ezután a nyugati birodalomrész fővárosában, Mediolanumban marad, tisztviselőket nevez ki, pénzt veret, gyakorlatilag a 17 éves II. Valentinianus gyámjaként viselkedik, aki a galliai Viennába húzódik vissza. Nyugaton Theodosius után a második ember a frank származású Arbogast, aki formálisan Valentinianus katonai főparancsnoka, de gyakorlatilag csak Theodosiusnak felel.

### Kína
- Fu Teng, a Korai Csin állam császára az elszakadó Kései Csin állam egyik városát ostromolja, amikor a lázadók vezére, Jao Csang meglepetésszerűen megtámadja. Fu Teng súlyos vereséget szenved, elveszti seregét, feleségét és két fiát elfogják és megölik.

## Születések
- Geiserich, a vandálok és alánok királya

## Fordítás
- Ez a szócikk részben vagy egészben  a(z)   389 című francia Wikipédia-szócikk ezen változatának fordításán alapul.  Az eredeti cikk szerkesztőit annak laptörténete sorolja fel. Ez a jelzés csupán a megfogalmazás eredetét és a szerzői jogokat jelzi, nem szolgál a cikkben szereplő információk forrásmegjelöléseként.